# Gelasinospora micropertusa
Gelasinospora micropertusa är en svampart som först beskrevs av Y. Horie & Udagawa, och fick sitt nu gällande namn av Arx 1982. Gelasinospora micropertusa ingår i släktet Gelasinospora och familjen Sordariaceae.   Inga underarter finns listade i Catalogue of Life.